# Dichelonyx violaceipennis
Dichelonyx violaceipennis är en skalbaggsart som beskrevs av Blanchard 1850. Dichelonyx violaceipennis ingår i släktet Dichelonyx och familjen Melolonthidae. Inga underarter finns listade i Catalogue of Life.